# Куражин
Куражин (укр. Куражин) — село в Новоушицком районе Хмельницкой области Украины.
Население по переписи 2001 года составляло 919 человек. Почтовый индекс — 32663. Телефонный код — 3847. Занимает площадь 3,394 км². Код КОАТУУ — 6823384501.

## Местный совет
32663, Хмельницкая обл., Новоушицкий р-н, с. Куражин, ул. Центральная, 71

## Общие сведения
Село лежит на левом берегу Днестровского водохранилища. На севере к поселению примыкает село Малая Щурка.

### История
Первые письменные упоминания о селе Куражин появились в 1670 году. Название происходит от того, что первые поселенцы построили в густых лесных зарослях курени, или пошуры. Отсюда и другое название села — Шура. Другая версия гласит, что название происходит от слова куражиться, то есть веселиться, расслабляться. За селом Шурою (Куражином) панские управляющие построили хозяйский двор, который назвали фольварком и дали населенному пункту название Малая Шурка (ныне Мала Шурка).

### Памятники историко-культурного и природоохранного фонда местного значения
- Два больших кургана на северо-восток от села; в лесу на восток от села — земляной вал, который ограничивает площадь в 4,5 га, где находили кости и черепа людей. В Хребтиевском лесу на запад от села был земляной ров длиной до 32 м.
- Калюжский заповедник (1832 га)
- Церковь Покрова. Нынешний вид имеет с 1870-х гг. Построена была в 1754 году — деревянная одновершинная, с отдельной колокольней. Иконостас 4-ярусный. Позднее перестроена.
- Садовый домик Барановских, ныне жилой, 1860 год.
- Парк, 1860 г.

## Персоналии
В селе родились:
- Гончарук, Фёдор Евтихович — Герой Советского Союза.
- Василашко, Василий Фёдорович — украинский поэт, журналист. Заслуженный журналист Украины.
- Шевчук, Борис Иванович — боец батальона «Айдар», погиб в боях за Луганск.